# Cantone di Pont-de-l'Arche
Il Cantone di Pont-de-l'Arche è una divisione amministrativa dell'arrondissement di Les Andelys.
A seguito della riforma approvata con decreto del 25 febbraio 2014, che ha avuto attuazione dopo le elezioni dipartimentali del 2015, è passato da 10 a 21 comuni.

## Composizione
I 10 comuni facenti parte prima della riforma del 2014 erano:
- Alizay
- Criquebeuf-sur-Seine
- Les Damps
- Igoville
- Le Manoir
- Martot
- Montaure
- Pîtres
- Pont-de-l'Arche
- Tostes

Dal 2015 i comuni appartenenti al cantone sono i seguenti 21:
- Acquigny
- Alizay
- Amfreville-sur-Iton
- Crasville
- Criquebeuf-sur-Seine
- Les Damps
- La Haye-le-Comte
- La Haye-Malherbe
- Igoville
- Le Manoir
- Martot
- Le Mesnil-Jourdain
- Montaure
- Pinterville
- Pîtres
- Pont-de-l'Arche
- Quatremare
- Surtauville
- Surville
- Tostes
- La Vacherie